# 丸部明麻呂
丸部 明麻呂（わにべ の あきまろ、弘仁10年（819年） - 没年不詳）は、平安時代前期の官人。姓は臣。外従八位上・丸部己西成の子。官位は従四位上・三野郡大領。

## 概要
丸部氏（丸部臣）は春日氏の一族。
18歳の時に平安京へ入って官人として朝廷に仕え、長年の勤務により功績を残した。讃岐国三野郡の大領に任ぜられるが、父にその官職を譲って子としての道を守り、両親に孝養を尽くした。明麻呂は両親と10里離れたところに居住していたが、毎朝晩に両親を訪問してその世話を行っており、その親孝行の様子は、中国の曾参にも比肩された。嘉祥元年（848年）その孝行ぶりにより讃岐国国司から方式に則って叙位の推薦を受け、勅により三階昇叙されるとともに、戸内の田祖を終生免ぜられた。